# Oscarsgalan 1961
Oscarsgalan 1961 som hölls 17 april 1961 var den 33:e upplagan av Oscarsgalan där det prestigefyllda amerikanska filmpriset Oscar delades ut till filmer som kom ut under 1960.

## Priskategorier

### Bästa film
Vinnare:
Ungkarlslyan - Billy Wilder
Övriga nominerade:
The Alamo - John Wayne
Elmer Gantry - Bernard Smith
Sons and Lovers - Jerry Wald
The Sundowners - Fred Zinnemann

### Bästa manliga huvudroll
Vinnare:
Elmer Gantry - Burt Lancaster
Övriga nominerade:
Sons and Lovers - Trevor Howard
Ungkarlslyan - Jack Lemmon
The Entertainer - Laurence Olivier
Vad vinden sår - Spencer Tracy

### Bästa kvinnliga huvudroll
Vinnare:
Inte för pengar - Elizabeth Taylor
Övriga nominerade:
Sunrise at Campobello - Greer Garson
The Sundowners - Deborah Kerr
Ungkarlslyan - Shirley MacLaine
Aldrig på en söndag - Melina Mercouri

### Bästa manliga biroll
Vinnare:
Spartacus - Peter Ustinov
Övriga nominerade:
Murder, Inc. - Peter Falk
Ungkarlslyan - Jack Kruschen
Exodus - Sal Mineo
The Alamo - Chill Wills

### Bästa kvinnliga biroll
Vinnare:
Elmer Gantry - Shirley Jones
Övriga nominerade:
The Sundowners - Glynis Johns
Mörkret i trappan - Shirley Knight
Psycho - Janet Leigh
Sons and Lovers - Mary Ure

### Bästa regi
Vinnare:
Ungkarlslyan - Billy Wilder
Övriga nominerade:
Sons and Lovers - Jack Cardiff
Aldrig på en söndag - Jules Dassin
Psycho - Alfred Hitchcock
The Sundowners - Fred Zinnemann

### Bästa originalmanus
Vinnare:
Ungkarlslyan - Billy Wilder, I.A.L. Diamond
Övriga nominerade:
The Angry Silence - Richard Gregson (berättelse), Michael Craig (berättelse), Bryan Forbes (manus)
På vift fast gift - Norman Panama, Melvin Frank
Hiroshima - min älskade - Marguerite Duras
Aldrig på en söndag - Jules Dassin

### Bästa manus efter förlaga
Vinnare:
Elmer Gantry - Richard Brooks
Övriga nominerade:
Vad vinden sår - Nedrick Young, Harold Jacob Smith
Sons and Lovers - Gavin Lambert, T.E.B. Clarke
The Sundowners - Isobel Lennart
Tunes of Glory - James Kennaway

### Bästa foto (färg)
Vinnare:
Spartacus - Russell Metty
Övriga nominerade:
The Alamo - William H. Clothier
Inte för pengar - Joseph Ruttenberg, Charles Harten
Exodus - Sam Leavitt
Pepe - Joseph MacDonald

### Bästa foto (svartvitt)
Vinnare:
Sons and Lovers - Freddie Francis
Övriga nominerade:
Ungkarlslyan - Joseph LaShelle
På vift fast gift - Charles Lang
Vad vinden sår - Ernest Laszlo
Psycho - John L. Russell

### Bästa scenografi (svartvitt)
Vinnare:
Ungkarlslyan - Alexandre Trauner, Edward G. Boyle
Övriga nominerade:
På vift fast gift - J. McMillan Johnson, Kenneth A. Reid, Ross Dowd
Psycho - Joseph Hurley, Robert Clatworthy, George Milo
Sons and Lovers - Thomas N. Morahan, Lionel Couch
Ursäkta e' de' här månen? - Hal Pereira, Walter H. Tyler, Sam Comer, Arthur Krams

### Bästa scenografi (färg)
Vinnare:
Spartacus - Alexander Golitzen, Eric Orbom, Russell A. Gausman, Julia Heron
Övriga nominerade:
Cimarron - George W. Davis, Addison Hehr, Henry Grace, Hugh Hunt, Otto Siegel
It Started in Naples - Hal Pereira, Roland Anderson, Sam Comer, Arrigo Breschi
Pepe - Ted Haworth, William Kiernan
Sunrise at Campobello - Edward Carrere, George James Hopkins

### Bästa kostym (svartvitt)
Vinnare:
På vift fast gift - Edith Head, Edward Stevenson
Övriga nominerade:
Aldrig på en söndag - Theoni V. Aldredge
Jack Diamonds uppgång och fall - Howard Shoup
7 tjuvar - Bill Thomas
Jungfrukällan - Marik Vos-Lundh

### Bästa kostym (färg)
Vinnare:
Spartacus - Valles, Bill Thomas
Övriga nominerade:
Can-Can - Irene Sharaff
En röst i dimman - Irene
Pepe - Edith Head
Sunrise at Campobello - Marjorie Best

### Bästa ljud
Vinnare:
The Alamo - Gordon Sawyer (Samuel Goldwyn SSD), Fred Hynes (Todd-AO SSD)
Övriga nominerade:
Ungkarlslyan - Gordon Sawyer (Samuel Goldwyn SSD)
Cimarron - Franklin Milton (Metro-Goldwyn-Mayer SSD)
Pepe - Charles Rice (Columbia SSD)
Sunrise at Campobello - George Groves (Warner Bros. SSD)

### Bästa klippning
Vinnare:
Ungkarlslyan - Daniel Mandell
Övriga nominerade:
The Alamo - Stuart Gilmore
Vad vinden sår - Frederic Knudtson
Pepe - Viola Lawrence, Al Clark
Spartacus - Robert Lawrence

### Bästa specialeffekter
Vinnare:
Tidsmaskinen - Gene Warren, Tim Baar
Övriga nominerade:
Sista kryssningen - Augie Lohman

### Bästa sång
Vinnare:
Aldrig på en söndag - Manos Hatzidakis för "Ta paidia tou Peiraia" ("Never on Sunday").
Övriga nominerade:
På vift fast gift - Johnny Mercer för "The Facts of Life"
Pepe - André Previn (musik), Dory Previn (text) (as Dory Langdon) för "Faraway Part of Town"
The Alamo - Dimitri Tiomkin (musik), Paul Francis Webster (text) för "The Green Leaves of Summer"
High Time - Jimmy Van Heusen (musik), Sammy Cahn (text) för "The Second Time Around"

### Bästa filmmusik (musikal)
Vinnare:
På musikens vingar - Morris Stoloff, Harry Sukman
Övriga nominerade:
Det ringer, det ringer - André Previn
Can-Can - Nelson Riddle
Låt oss älska - Lionel Newman, Earle Hagen
Pepe - Johnny Green

### Bästa filmmusik (komedi eller drama)
Vinnare:
Exodus - Ernest Gold
Övriga nominerade:
The Alamo - Dimitri Tiomkin
Elmer Gantry - André Previn
7 vågade livet - Elmer Bernstein
Spartacus - Alex North

### Bästa kortfilm
Vinnare:
Day of the Painter - Richard Baker
Övriga nominerade:
The Creation of Woman - Charles F. Schwep, Ismail Merchant
Islands of the Sea - Walt Disney
A Sport Is Born - Leslie Winik

### Bästa animerade kortfilm
Vinnare:
Munro - William L. Snyder
Övriga nominerade:
Elefantungen Goliath - Walt Disney
High Note -  (Warner Bros.)
Mouse and Garden -  (Warner Bros.)
O místo na slunci - Frantisek Vystrcil

### Bästa dokumentära kortfilm
Vinnare:
Giuseppina - James Hill
Övriga nominerade:
Beyond Silence -  (U.S. Information Agency)
En by ved navn København -  (Statens Filmcentral)
George Grosz' Interregnum - Charles Carey, Altina Carey
Universe - Colin Low

### Bästa dokumentärfilm
Vinnare:
The Horse with the Flying Tail - Larry Lansburgh
Övriga nominerade:
Rebel in Paradise - Robert D. Fraser

### Bästa utländska film
Vinnare:
Jungfrukällan (Sverige)
Övriga nominerade:
Kapò (Italien)
Sanningen (Frankrike)
Macario (Mexico)
Deveti krug (Jugoslavien)

### Ungdomspris
Pollyanna - Hayley Mills

### Heders-Oscar
Gary Cooper (närvarade inte vid ceremonin)
Stan Laurel

### Jean Hersholt Humanitarian Award
Sol Lesser